# オユンナ (アルバム)
『オユンナ ОЮУНАА』は、モンゴル出身の歌手オユンナの1stアルバム。1990年11月21日にポニーキャニオンよりリリースされた。

## 解説
- キャッチコピー：モンゴルからのそよ風
- デビュー曲（1stシングル）の「天の子守歌」をはじめ、オユンナが日本でデビューするきっかけとなった世界子ども音楽祭でのグランプリ受賞曲「天の子守歌」（モンゴル語バージョン）（原曲のタイトルは「母の子守歌」）を収録。
- オユンナにとって2ndシングルでもある「Yes,Happy 」はカネボウ化粧品の1990年冬のキャンペーンソングに起用された。

## 収録曲
1. 天の子守歌（モンゴル語ヴァージョン） 
  - 作詞: エルデネツェツェグ、作曲: オユンナ
2. 星降る草原
  - 作詞: 藤公之介、作曲: オユンナ、編曲: 宮原信治
3. 雪
  - 作詞: 藤公之介、作曲: オユンナ、編曲: 川崎康宏
4. ドレミの夢
  - 作詞: 藤公之介、作曲: オユンナ、編曲: 川崎康宏
5. Yes,Happy
  - 作詞: 阿木燿子、作曲: 宇崎竜童、編曲: 松浦晃久
6. 私は花です
  - 作詞: 藤公之介、作曲: オユンナ、編曲: 宮原信治
7. エーデルワイス
  - 作詞: 藤公之介、作曲: オユンナ、編曲: 宮原信治
8. 砂漠の虹
  - 作詞: 藤公之介、作曲: オユンナ、編曲: 宮原信治
9. 草原の天使
  - 作詞: 藤公之介、作曲: オユンナ、編曲: 宮原信治
10. 天の子守歌
  - 作詞: 藤公之介、作曲: オユンナ、編曲: 川崎康宏